# NGC 491A
NGC 491A је спирална галаксија у сазвежђу Вајар која се налази на NGC листи објеката дубоког неба.
Деклинација објекта је - 33° 54' 2" а ректасцензија 1h 20m 5,0s. Привидна величина (магнитуда) објекта NGC 491 износи 13,7 а фотографска магнитуда 14,3. NGC 491A је још познат и под ознакама ESO 352-46, MCG -6-4-8, AM 0117-340, PGC 4809, PGC 4799.